# 올라빅 국립공원

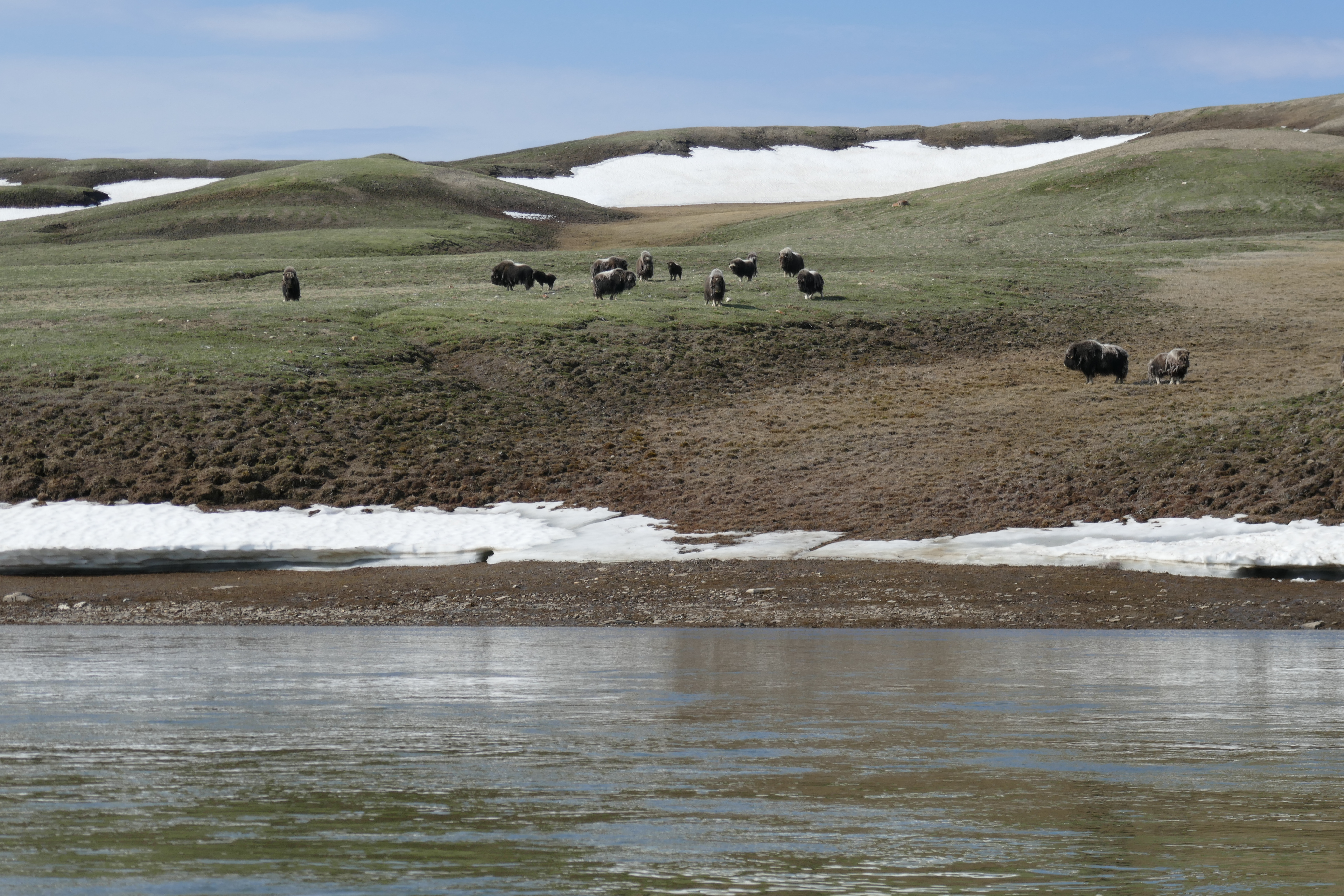

올라빅 국립공원(Aulavik National Park, /ˈaʊləvək/ OW-lə-vik), "사람들이 여행하는 장소"를 뜻하는 Inuvialuktun에서 유래)는 캐나다 노스웨스트 준주의 뱅크스섬에 위치한 국립공원이다. 북아메리카에서 가장 북쪽으로 항해할 수 있는 강 중 하나인 톰센강으로의 접근로로 유명하다. 이 공원은 비행 공원(fly-in park)으로, 섬 북쪽 끝에 있는 약 12,274제곱킬로미터(4,739제곱마일)의 북극 저지대를 보호한다. 공원을 방문하는 가장 실용적인 방법은 비행기를 전세내는 것이며, 현재 공원에는 4개의 착륙장이 있다. 올라빅은 극지 사막으로 간주되며 종종 강풍을 경험한다. 공원의 연간 강수량은 약 300mm(12인치)이다. 공원 남부 지역에는 식물이 드물게 자라는 고지대 고원이 해발 450m(1,480피트) 높이에 이른다.
이 공원은 지구상에서 사향소의 집중도가 가장 높은 곳으로 섬에는 약 68,000~80,000마리의 동물이 살고 있으며 그 중 약 20%가 공원에 거주하는 것으로 추정된다. 이곳은 또한 멸종 위기에 처한 피어리 순록(Peary caribou)과 좀 더 흔한 불모지 순록의 서식지이기도 하다. 뇌조와 큰까마귀류는 공원에서 유일하게 연중 내내 서식하는 새로 간주되지만, 43종의 다른 종이 계절에 따라 이 지역을 이용한다. 공원에는 나무가 전혀 없다. 150종의 꽃식물이 있다. 북극 여우, 갈색 및 북부 칼라 레밍, 북극 산토끼 및 늑대가 거친 지형을 배회한다. 북쪽 해안을 따라 서식하는 해양 포유류에는 북극곰, 고리무늬바다표범, 수염바다표범, 벨루가고래, 북극고래 등이 있다. 공원의 맹금류로는 레밍을 잡아먹는 올빼미, 거친다리매, 자이르매, 송골매 등이 있다.
뱅크스섬 남부에 툴레 문화가 도달하기 전에 현재 올라빅 국립공원에 살고 있는 일부 도싯 이전 문화 사람들이 있었다. 소빙기 뱅크스섬은 17세기에 이누비알루이트(Inuvialuit)가 도착할 때까지 버려졌을 가능성이 가장 높은 서늘한 기후로 인해 버려졌다.
올라빅 국립공원에는 카스텔베이(Castel Bay)와 머시베이(Mercy Bay)라는 두 개의 주요 만이 있으며 맥클루어 해협(McClure Strait) 남쪽에 위치해 있다. 로버트 맥클루어(Robert McClure) 선장은 1850년에서 1853년 사이에 실종된 존 프랭클린의 잃어버린 원정대를 수색하는 동안 HMS 인베스티게이터를 타고 머시베이에서 두 번의 겨울을 보냈다. 맥클루어의 팀은 머시베이에서 배를 버리고 해협의 해빙을 건너 다른 배 HMS 레졸루트에 탑승했다. 낭마그비크호는 이 국립공원 내에 위치하고 있다.
머시베이 지역은 맥클루어 일행이 남긴 재료를 회수하기 위해 빅토리아섬의 코퍼 이누이트(Copper Inuit)가 방문했다. 이들은 또한 수많은 음식 은닉처에서 알 수 있듯이 이 지역에서 순록과 사향소를 사냥했다. 20세기에 이 지역은 수많은 여우로 인해 이누비알루이트에게 인기가 높았다. 모피 무역이 쇠퇴할 때까지 여우 포획은 매켄지 삼각주와 알래스카주의 북쪽 경사처럼 먼 곳에서 온 사람들에게 수입원을 제공했다. 이러한 인구 유입으로 인해 섬의 유일한 커뮤니티인 삭스 하버(Sachs Harbour)가 설립되었다.

## 같이 보기
- 알래스카 북쪽 경사